# Liste der Pokémon-Spiele

Logo der internationalen Veröffentlichungen

Pokémon (Originaltitel Pocket Monsters) ist eine seit 1996 erscheinende Reihe von Computer-Rollenspielen des japanischen Entwicklers Game Freak, die das gleichnamige Medienfranchise begründete. Veröffentlicht wird die Reihe von Nintendo und The Pokémon Company. Zunächst ausschließlich für Nintendos Handheld-Konsolen entwickelt und erschienen, entstanden über die Jahre zahlreiche Spin-off-Titel verschiedener Genres und Entwickler, auch für diverse andere Plattformen. Die aktuellsten Einträge der Hauptreihe erschienen für Nintendos hybride Konsole Nintendo Switch.

## Hauptreihe und deren Neuauflagen
Kern der Marke ist eine Serie von Rollenspielen. Sie erscheinen generationsweise in Paaren von Editionen, die sich in wenigen Details, wie den anzutreffenden Pokémon unterscheiden. Dadurch müssen Spieler mit den Besitzern der jeweils anderen Edition Pokémon tauschen, um das Spielziel der Vervollständigung ihrer Sammlung zu erreichen. Die Paar-Editionen der ersten bis vierten Generation wurden zudem jeweils nachträglich um eine dritte Edition ergänzt. Seit der dritten Generation erscheinen parallel zu den neuen Hauptspielen einer Generation auch Neuauflagen der Hauptspiele vorheriger Generationen auf der technischen Grundlage der jeweils aktuellsten Spiele.
| Titel                                                             | Veröffentlichung | Anmerkungen |
| ----------------------------------------------------------------- | --- | --- |
| Pokémon Rote Edition und Blaue Edition                            | Game Boy 27. Februar 1996 28. September 1998 23. Oktober 1998 5. Oktober 1999 Nintendo 3DS (Virtual Console) 26. Februar 2016      | - In Japan als Poketto Monsutā Aka (‚Pocket Monsters Rot‘) und Poketto Monsutā Midori (‚Pocket Monsters Grün‘) erschienen, wurden die Spiele auf Basis der überarbeiteten japan-exklusiven Edition Poketto Monsutā Ao (‚Pocket Monsters Blau‘) für den internationalen Markt als Rote Edition und Blaue Edition veröffentlicht. - Einführung der ersten Pokémon-Generation |
| Poketto Monsutā Ao (‚Pocket Monsters Blau‘)                       | Game Boy 15. Oktober 1996 Nintendo 3DS (Virtual Console) 26. Februar 2016                                                          | - Technisch überarbeitete Version der ersten beiden Editionen, die nur in Japan erschien. Die Änderungen umfassten neben Fehlerbehebungen neue Sprites für alle 151 Pokémon, überarbeitete Dialoge und eine Neugestaltung des letzten Dungeon. Auf Basis dieser Edition wurden die internationalen Fassungen Rote Edition und Blaue Edition realisiert.                    |
| Pokémon Gelbe Edition: Special Pikachu Edition                    | Game Boy 12. September 1998 3. September 1999 18. Oktober 1999 16. Juni 2000 Nintendo 3DS (Virtual Console) 26. Februar 2016       | - Die Handlung orientiert sich an der Pokémon-Anime-Serie. |
| Pokémon Goldene Edition und Silberne Edition                      | Game Boy Color 21. November 1999 13. Oktober 2000 15. Oktober 2000 6. April 2001 Nintendo 3DS (Virtual Console) 22. September 2017 | - Erzählerische Fortsetzung der Roten Edition und Blauen Edition - Einführung der zweiten Pokémon-Generation - Einführung von schillernden Pokémon und der Pokémon-Aufzucht |
| Pokémon Kristall-Edition                                          | Game Boy Color 14. Dezember 2000 29. Juli 2001 30. September 2001 2. November 2001 Nintendo 3DS (Virtual Console) 26. Januar 2018  | - Erweiterte Fassung der Goldenen Edition und Silbernen Edition - Erstmals kann eine Protagonistin gespielt werden |
| Pokémon Rubin-Edition und Saphir-Edition                          | Game Boy Advance 21. November 2002 19. März 2003 3. April 2003 25. Juli 2003                                                       | - Einführung der dritten Pokémon-Generation - Einführung von Doppelkämpfen, Fähigkeiten und Wesen - Erstes Spiel, das nicht alle bisherigen Pokémon enthielt |
| Pokémon Feuerrote Edition und Blattgrüne Edition                  | Game Boy Advance 29. Januar 2004 9. September 2004 23. September 2004 1. Oktober 2004                                              | - Neuauflagen der Roten Edition und Blauen Edition (im Original Grün) |
| Pokémon Smaragd-Edition                                           | Game Boy Advance 16. September 2004 1. Mai 2005 9. Juni 2005 21. Oktober 2005                                                      | - Erweiterte Fassung der Rubin-Edition und Saphir-Edition |
| Pokémon Diamant-Edition und Perl-Edition                          | Nintendo DS 28. September 2006 22. April 2007 27. Juli 2007 21. Juni 2007                                                          | - Einführung der vierten Pokémon-Generation |
| Pokémon Platin-Edition                                            | Nintendo DS 13. September 2008 22. März 2009 14. Mai 2009 22. Mai 2009                                                             | - Erweiterte Fassung der Diamant-Edition und Perl-Edition |
| Pokémon Goldene Edition HeartGold und Silberne Edition SoulSilver | Nintendo DS 12. September 2009 14. März 2010 25. März 2010 26. März 2010                                                           | - Neuauflagen der Goldenen Edition und Silbernen Edition |
| Pokémon Schwarze Edition und Weiße Edition                        | Nintendo DS 18. September 2010 6. März 2011 4. März 2011 10. März 2011                                                             | - Einführung der fünften Pokémon-Generation |
| Pokémon Schwarze Edition 2 und Weiße Edition 2                    | Nintendo DS 23. Juni 2012 7. Oktober 2012 11. Oktober 2012 12. Oktober 2012                                                        | - Fortsetzungen zur Schwarzen Edition und Weißen Edition |
| Pokémon X und Y                                                   | Nintendo 3DS 12. Oktober 2013 | - Einführung der sechsten Pokémon-Generation |
| Pokémon Omega Rubin und Alpha Saphir                              | Nintendo 3DS 21. November 2014 28. November 2014                                                                                   | - Neuauflagen der Rubin-Edition und Saphir-Edition |
| Pokémon Sonne und Mond                                            | Nintendo 3DS 18. November 2016 23. November 2016                                                                                   | - Einführung der siebten Pokémon-Generation |
| Pokémon Ultrasonne und Ultramond                                  | Nintendo 3DS 17. November 2017 | - Erweiterte Fassungen von Sonne und Mond |
| Pokémon: Let’s Go, Pikachu! und Let’s Go, Evoli!                  | Nintendo Switch 16. November 2018                                                                                                  | - Neuauflagen der Gelben Edition |
| Pokémon Schwert und Schild                                        | Nintendo Switch 15. November 2019                                                                                                  | - Einführung der achten Pokémon-Generation |
| Pokémon Strahlender Diamant und Leuchtende Perle                  | Nintendo Switch 19. November 2021                                                                                                  | - Neuauflagen der Diamant-Edition und Perl-Edition - Entwickelt von ILCA |
| Pokémon-Legenden: Arceus                                          | Nintendo Switch 28. Januar 2022 | - Prequel zu Strahlender Diamant und Leuchtende Perle |
| Pokémon Karmesin und Purpur                                       | Nintendo Switch 18. November 2022                                                                                                  | - Einführung der neunten Pokémon-Generation |
| Pokémon-Legenden: Z-A                                             | Nintendo Switch 2025 | |

## Ableger

### Pokémon Stadium
| Titel                                 | Veröffentlichung                                                        | Anmerkungen |
| ------------------------------------- | ----------------------------------------------------------------------- | --- |
| Pokemon Sutajiamu (‚Pokémon Stadium‘) | Nintendo 64 1. August 1998                                              | - Nur in Japan veröffentlicht - Entwickelt von Nintendo EAD                                                               |
| Pokémon Stadium                       | Nintendo 64 30. April 1999 29. Februar 2000 7. April 2000 23. März 2000 | - In Japan als Pokemon Sutajiamu 2 (‚Pokémon Stadium 2‘) veröffentlicht - Entwickelt von Nintendo EAD                     |
| Pokémon Stadium 2                     | Nintendo 64 14. Dezember 2000 28. März 2001 10. Oktober 2001            | - In Japan als Pokemon Sutajiamu Kin Gin (‚Pokémon Stadium Gold und Silber‘) veröffentlicht - Entwickelt von Nintendo EAD |

### Pokémon Snap
| Titel            | Veröffentlichung                                           | Anmerkungen                           |
| ---------------- | ---------------------------------------------------------- | ------------------------------------- |
| Pokémon Snap     | Nintendo 64 21. März 1999 30. Juni 1999 15. September 2000 | - Entwickelt von HAL Laboratory       |
| New Pokémon Snap | Nintendo Switch 30. April 2021                             | - Entwickelt von Bandai Namco Studios |

### Pokémon Mystery Dungeon
| Titel | Veröffentlichung | Anmerkungen                                                                                                  |
| --- | --- | --- |
| Pokémon Mystery Dungeon: Team Rot und Team Blau                                                                    | Game Boy Advance, Nintendo DS 17. November 2005 18. September 2005 10. November 2006 28. September 2006 Wii U (Virtual Console) 2016 | - Entwickelt von Chunsoft - Team Rot erschien für Game Boy Advance, Team Blau für Nintendo DS                |
| Pokémon Mystery Dungeon: Erkundungsteam Zeit und Erkundungsteam Dunkelheit                                         | Nintendo DS 13. September 2007 20. April 2008 4. Juli 2008 19. Juni 2008                                                             | - Entwickelt von Chunsoft                                                                                    |
| Pokémon Mystery Dungeon: Erkundungsteam Himmel                                                                     | Nintendo DS 18. April 2009 12. Oktober 2009 20. November 2009 12. November 2009                                                      | - Entwickelt von Chunsoft                                                                                    |
| Pokémon Fushigi no Dungeon: Susume! Honoo no Boukendan, Ikuzo! Arashi no Boukendan und Mezase! Hikari no Boukendan | Wii 4. August 2009 | - Entwickelt von Chunsoft - Nur in Japan erschienen                                                          |
| Pokémon Mystery Dungeon: Portale in die Unendlichkeit                                                              | Nintendo 3DS 23. November 2012 24. März 2013 17. Mai 2013 18. Mai 2013                                                               | - Entwickelt von Spike Chunsoft                                                                              |
| Pokémon Super Mystery Dungeon                                                                                      | Nintendo 3DS 17. September 2015 20. November 2015 19. Februar 2016 20. Februar 2016                                                  | - Entwickelt von Spike Chunsoft                                                                              |
| Pokémon Mystery Dungeon: Retterteam DX                                                                             | Nintendo Switch 6. März 2020 | - Entwickelt von Spike Chunsoft - Neuauflage der ersten Pokémon-Mystery-Dungeon-Titel Team Rot und Team Blau |

### Pokémon Ranger
| Titel                                 | Veröffentlichung                                                                                             | Anmerkungen                                        |
| ------------------------------------- | --- | -------------------------------------------------- |
| Pokémon Ranger                        | Nintendo DS 23. März 2006 30. Oktober 2006 7. Dezember 2006 13. April 2007 Wii U (Virtual Console) 2016      | - Entwickelt von HAL Laboratory und Creatures Inc. |
| Pokémon Ranger: Finsternis über Almia | Nintendo DS 20. März 2008 10. November 2008 13. November 2008 21. November 2008 Wii U (Virtual Console) 2016 | - Entwickelt von Creatures Inc.                    |
| Pokémon Ranger: Spuren des Lichts     | Nintendo DS 6. März 2010 4. Oktober 2010 5. November 2010 25. November 2010 Wii U (Virtual Console) 2016     | - Entwickelt von Creatures Inc.                    |

### Pokémon Rumble
| Titel                | Veröffentlichung                                               | Anmerkungen |
| -------------------- | -------------------------------------------------------------- | --- |
| Pokémon Rumble       | Wii 16. Juni 2009 16. November 2009 20. November 2009          | - Pokémon Rumble ist ein Beat ’em up aus sechs Leveln, in denen man im Battle-Royale-Modus nacheinander 60 Gegner besiegen muss. - Pokémon können sich nicht entwickeln oder trainiert werden. |
| Super Pokémon Rumble | Nintendo 3DS 11. August 2011 24. Oktober 2011 2. Dezember 2011 | - Entwickelt von Ambrella - Enthält alle Pokémon bis einschließlich der fünften Generation |
| Pokémon Rumble U     | Wii U 24. April 2013 15. August 2013 29. August 2013           | |
| Pokémon Rumble World | Nintendo 3DS 8. April 2015                                     | - Free-to-play-Titel mit Mikrotransaktionen - Zunächst nur als Download, später auch im Einzelhandel veröffentlicht                                                                            |
| Pokémon Rumble Rush  | Android, iOS 15. Mai 2019 22. Mai 2019                         | - Am 21. Juli 2020 eingestellt |

### Pokémon Tekken
| Titel             | Veröffentlichung                         | Anmerkungen                                                                                          |
| ----------------- | ---------------------------------------- | --- |
| Pokémon Tekken    | Arcade 16. Juli 2015 Wii U 18. März 2016 | - Entwickelt von Bandai Namco Studios - In anderen Ländern als Pokkén Tournament erschienen          |
| Pokémon Tekken DX | Nintendo Switch 22. September 2017       | - Entwickelt von Bandai Namco Studios - Erweiterte Neuauflage von Pokémon Tekken für Nintendo Switch |

### Meisterdetektiv Pikachu
| Titel                                | Veröffentlichung                | Anmerkungen |
| ------------------------------------ | ------------------------------- | --- |
| Meisterdetektiv Pikachu              | Nintendo 3DS 23. März 2018      | - Entwickelt von Creatures - In Japan erschien am 3. Februar 2016 die herunterladbare Vorabversion Meitantei Pikachu: Shin Konbi Tanjō (‚Großer Detektiv Pikachu: Geburt eines neuen Duos‘) |
| Meisterdetektiv Pikachu kehrt zurück | Nintendo Switch 6. Oktober 2023 | - Entwickelt von Creatures |

### Weitere

#### Game Boy Color
Pokémon Pinball (jap. ポケモンピンボール, Pokemon Pinbōru) ist ein Flipperspiel, bei dem es auf zwei Flippertischen neben dem Aufstellen von Highscores darum geht, alle 151 Pokémon durch Fangen und Entwickeln zu erhalten und so den Pokédex zu vervollständigen. Außerdem gibt es auch verschiedene Bonuslevel, die auftreten, sobald man drei Pokémon gefangen hat. In diesen kann man die meisten Punkte machen. Die Highscores lassen sich per Game-Boy-Printer ausdrucken oder per Infrarot-Schnittstelle mit Freunden austauschen. Pokémon Pinball ist eines der wenigen Spiele für den Game Boy mit einem Rumble-Modul, das Vibrationseffekte erzeugt und über eine AAA-Batterie mit Strom versorgt wird.

Pokémon Trading Card Game (jap. ポケモンカードGB, Pokemon Kādo GB) ist eine Game-Boy-Umsetzung des gleichnamigen Sammelkartenspiels. In diesem gilt es, in Kartenduellen alle 8 Medaillen zu erstreiten und seine Kartensammlung zu vervollständigen. Zum Schluss müssen noch die vier Großmeister alle hintereinander besiegt werden, um die vier legendären Pokémon-Karten zu erhalten. Nach jedem weiteren Sieg über die Großmeister erhält man nur eine der vier Karten.

Pokémon Puzzle Challenge (jap. ポケモンでパネポン, Poketto Monsutā Purachina) ist eine Adaption des Spielprinzips von Panepon für Game Boy Color. Das Spiel ist an die Goldene und Silberne Edition angelehnt und über Linkkabel zu zweit spielbar.

Pokémon Card GB 2 (jap. ポケモンカードGB2, Pokemon Kādo GB2) ist der Nachfolger von Pokémon Trading Card Game und erschien nur in Japan. Das Spiel beinhaltet über 500 Karten.

#### Game Boy Advance
Pokémon Pinball – Rubin & Saphir (jap. ポケモンピンボール ルビー＆サファイア, Pokemon Pinbōru Rubī & Safaia) ist die Fortsetzung von Pokémon Pinball und verfügt über einen Rubin- und einen Saphir-Tisch. In einem Laden kann Zubehör wie Extrabälle gekauft werden. Die Rumble-Funktion ist nur noch über den Game Boy Player nutzbar.

#### Nintendo 64
Pokémon Puzzle League ist ein Geschicklichkeitsspiel im Stile von Tetris Attack, bei dem man in zahlreichen Spielmodi bunte Blöcke stapeln und vertauschen muss, sodass mindestens drei Blöcke einer Farbe zusammenkommen und verschwinden.

Pikachū Genkidechū (jap. ピカチュウげんきでちゅう, Pikachū Genkidechū; US-amerikanisch: Hey You, Pikachu!) ist ein Spiel, in dem man per Mikrofon Befehle an das Pokémon Pikachu gibt. Das nötige Microphone Pak ist in der Packung enthalten. Das Spiel ist in Europa nicht veröffentlicht worden.

#### Pokémon Mini
Pokémon Mini ist eine kleine tragbare Spielkonsole von Nintendo, für die zehn Spiele auf jeweils eigenen Speichermodulen erschienen. Die kleinste Handheld-Konsole mit austauschbaren Spielmodulen erschien im Ende 2001 in Nordamerika und Japan, im Jahr darauf auch in Europa. Vier Spiele erschienen zeitgleich mit der Konsole, sechs weitere im Laufe des Jahres 2002. Die letzten fünf Spiele sind nur in Japan veröffentlicht worden.
- Pokémon Party Mini
- Pokémon Pinball Mini
- Pokémon Puzzle Collection
- Pokémon Zany Cards
- Pokémon Tetris
- Pokémon Race Mini
- Pokémon Puzzle Collection Vol. 2
- Pichu Bros. Mini
- Togepi’s Great Adventure
- Pokémon Breeder Mini

#### Nintendo DS
Pokémon Dash (jap. ポケモンダッシュ, Pokemon Dasshu) ist ein Rennspiel, das seit Verkaufsstart des Nintendo DS erhältlich ist. Per Touchscreen lässt der Spieler ein Pokémon mit anderen um die Wette laufen. Durch eine Verbindung mit Pokémon Smaragd Edition per GBA-Schnittstelle des Nintendo DS (Lite) kann man zahlreiche weitere Rennstrecken freischalten.

Pokémon Link! ist ein Tetris-ähnliches Spiel, in dem eine geheime Organisation, die Pokémon, die sich noch in ihren Pokébällen befinden, stiehlt und in großen Lagerräumen deponiert. Der Spieler muss diese Lager bereisen, und die Pokémon in einem Puzzlespiel befreien, indem mindestens zwei Pokébälle mit dem gleichen Inhalt in eine waagerechte oder senkrechte Reihe gebracht werden.

Pokémon Conquest (jap. ポケモン＋ノブナガの野望, Pokémon + Nobunaga no Yabō) ist ein rundenbasierendes Strategiespiel, bei dem man als junger Kriegsherr mit seinen Pokémon andere Kriegsherren unter der Führung von Oda Nobunaga davon abhalten muss, ganz Japan zu beherrschen. Das Spielsystem ist an das Strategiespiel Nobunaga’s Ambition aus den 80er Jahren angelehnt (siehe Koei). Es erschien nur in Japan, Nordamerika, Großbritannien, Italien und den Benelux-Ländern.

#### GameCube
Pokémon Colosseum (jap. ポケモンコロシアム, Pokemon Koroshiamu) ist ein Spiel ähnlich Pokémon Stadium, jedoch kein wirklicher Nachfolger von Pokémon Stadium 2, da die bekannten Stadium Features fehlen. Es ist mit den Editionen Rubin, Saphir, Feuerrot, Blattgrün und Smaragd kompatibel und verfügt neben dem klassischen Duell-Modus auch über einen Rollenspielmodus mit komplett neuem Abenteuer, in dem man mit einem Bann belegte Pokémon („Crypto-Pokémon“) einfängt und heilt. Zur Belohnung kann man sich die Pokémon auf sein Pokémon-GBA-Modul übertragen. Einige Pokémon kann man nur hier bekommen. Erstes Pokémon-Spiel in 3D.

Pokémon Channel (jap. ポケモンチャンネル ~ピカチュウといっしょ!~, Pokemon Channeru ~Pikachū Torissho!~) ist ein Spiel, in dem man mit Pikachu eine Art des Fernsehens testet. Man trifft dabei auch auf viele Pokémon außerhalb des Hauses und kann Sammelkarten sammeln. Für Fans lohnt sich der Kauf unter anderem, weil Channel die einzige Möglichkeit ist, das seltene Jirachi zu bekommen. Auch wird ein freispielbarer Pokémon Mini Emulator angeboten, welcher ermöglicht, diverse Spiele jener Konsole zu spielen.

Pokémon XD: Der Dunkle Sturm (jap. ポケモンXD： 闇の旋風ダーク・ルギア, Pokemon XD: Yami no Kaze Dāku Rugia) wurde auf der Messe E3 2005 vorgestellt und erschien am 18. November in Deutschland. Ein dunkles Crypto-Lugia übernimmt in diesem Spiel die Hauptrolle. Der Spieler hat wie in Pokémon Colosseum die Aufgabe, Crypto-Pokémon zu fangen und zu heilen. Man wird die Pokémon wieder von anderen Trainern stehlen müssen.

#### Nintendo Wii
Pokémon Battle Revolution ist der Nachfolger der erfolgreichen Pokémon-Spiele für Nintendos Heimkonsolen (N64: Pokémon Stadium 1+2; NGC: Pokémon Colosseum und Pokémon XD: Der dunkle Sturm). Der Spieler kann zehn verschiedene Turniere in Collosseen bestreiten. Diese Turniere können entweder mit geliehenen Pokémon oder mit aus den DS-Editionen Diamant und Perl kopierten Teams angetreten werden. Es ist auch möglich, über die Nintendo WiFi-Connection gegen einen bekannten Freund (Freundescodes), oder gegen einen anonymen Gegner zu kämpfen. Man kann auch Kämpfe im DS gegen DS-Modus austragen. Dabei wirkt der DS als Wireless Controller. Im DS-Modus spielt man als die Diamant/Perl-Protagonisten, ansonsten ist es möglich sich seinen eigenen Trainer zu kreieren. In diesem Spiel gibt es 493 Pokémon. Der Austragungsort, Pokétopia, erinnert etwas an die Turniere aus der Anime-Serie.

My Pokémon Ranch (jap. みんなのポケモン牧場, Minna no Pokemon Bokujō, bzw. みんなのポケモン牧場 プラチナ対応版, Minna no Pokemon Bokujō Purachina Taiōban) erschien am 4. Juli 2008 in Europa, am selben Tag wie Pokémon Mystery Dungeon 2. Es ist mit den Editionen Perl und Diamant kompatibel und funktioniert als interaktives Lagerungssystem. In Japan erschien das Spiel am 25. März 2008. Am 5. November 2008 erschien eine Aktualisierung des Spiels, mit der auch die japanische Version von Pokémon Platin-Edition unterstützt wird.

PokéPark Wii: Pikachus großes Abenteuer ist ein am 8. Oktober 2009 bekannt gewordenes Spiel für die Wii. In Japan ist es am 5. Dezember erschienen. Es ist ein Action-Adventure in einer 3D-Grafik, die sich von den WiiWare-Titeln stark unterscheidet. Es ist am 9. Juli 2010 in Europa erschienen.

PokéPark Wii 2: Die Dimension der Wünsche erschien für die Nintendo Wii-Konsole. Im Spiel schlüpft man in die Rolle von Pikachu und den Startern der 5. Generation um neue Freunde zu gewinnen und mehrere Minispiele zu meistern. Unter anderem neu: Die Hauptgeschichte steht mehr im Vordergrund und es gibt zahlreiche Neuerungen wie z. B. automatische Interaktionen der Pokémon mit diversen Spielsachen und ein kleines Handelssystem mit Gegenständen. PokéPark Wii 2 erschien am 23. März 2012 in Europa.

#### Nintendo 3DS
Pokédex 3D ist ein eShop-Programm, das gratis Mitte 2011 für Nintendo 3DS erschien. Es ermöglicht Nutzern, 3D-Modelle der Pokémon zu betrachten inklusive ausführlicher Informationen über Attacken, Weiterentwicklungen und weiterem. Im Oktober 2012 erschien ein erweiterter, kostenpflichtiger Download-Nachfolger mit dem Titel Pokédex 3D Pro.

Pokémon Traumradar erschien weltweit je zur Veröffentlichung von Pokémon Schwarz 2 und Weiß 2 im eShop des 3DS. Im Spiel können neue Pokémon-Formen und seltene Items erhalten werden, die der Spieler auf Pokémon Schwarz 2 und Weiß 2 übertragen kann.

Pokémon Link: Battle! ist der Nachfolger von Pokémon Link! Das Spiel ist am 13. März 2014 für den Nintendo 3DS erschienen.

Pokémon Shuffle ähnelt stark Pokémon Link! und Pokémon Link: Battle! Es unterscheidet sich allerdings darin, dass es auf ein Free-to-Play-Modell setzt. Es ist weltweit am 18. Februar 2015 im Nintendo eShop für den Nintendo 3DS erschienen.

#### Android und iOS
Pokémon Go (Eigenschreibweise: Pokémon GO) ist ein von Nintendo am 11. September 2015 vorgestelltes Location-based Game, das am 6. Juli 2016 in den USA, Australien und Neuseeland auf den Markt kam. Die deutsche Markteinführung fand am 13. Juli 2016 statt. Weitere Regionen kamen in den Folgemonaten. Neben der Möglichkeit, Pokémon zu fangen oder aus Eiern zu erbrüten, kann man auch gegen andere Pokémon kämpfen. Außerdem können Spieler Pokémon untereinander tauschen. Mit dem Pokémon Go Plus ist ein spezielles Armband erschienen, mit dem es möglich ist, Pokémon zu fangen oder Pokéstops zu drehen, ohne das Smartphone in der Hand zu haben.

Pokémon Shuffle Mobile ist ein Puzzle-Spiel, das seit dem 20. Januar 2016 im deutschen Appstore als kostenloser Download verfügbar ist.

Pokémon Duel ist ein figurenbasiertes Strategiespiel, das am 12. April 2016 in Japan und am 24. Januar 2017 weltweit veröffentlicht wurde. Es basiert auf dem ehemaligen Sammelfigurenspiel des Franchises und erweitert dieses.

Pokémon TV bietet die Möglichkeit, diverse Episoden der Anime kostenfrei zu sehen.

Pokémon Jukebox war ein kostenpflichtiger Streamingservice, bei dem es möglich war, die Soundtracks nahezu sämtlicher Pokémon-Spiele zu hören. Dieser wurde am 30. Juni 2016 eingestellt.

Pokémon Karpador Jump ist ein kostenloses Minispiel, in dem Karpador gezüchtet werden können, um in verschiedenen Ligen in Sprung-Wettbewerben anzutreten.

Pokémon Smile ist ein kostenloses Minispiel, das Kinder zum Zähneputzen animieren soll und bei dem man Bakterien zusammen mit Pokémon vernichten kann.

Pokémon Café Mix ist ein kostenloses Puzzle-Spiel, in dem der Spieler die Bestellungen seiner Pokémon-Kunden aufnimmt und ihnen leckere Köstlichkeiten serviert, indem er Puzzles löst. Ebenfalls für Nintendo Switch erhältlich.

Pokémon Unite ist ein MOBA-Spiel, welches im Zuge einer Pokémon Presents am 24. Juni 2020 vorgestellt wurde.

#### Nintendo Switch
Pokémon Quest wurde am 30. Mai 2018 für Nintendo Switch veröffentlicht. Das Spiel kann kostenlos im Nintendo eShop heruntergeladen und gegen Bezahlung weitere Extras erworben werden. In Pokémon Quest sind sämtliche Pokémon und die Umgebung würfelförmig. Als Trainer übernimmt man die Kontrolle über drei Pokémon, welche in einer Art Minispiel selbstständig laufen und Attacken auf Befehl des Trainers ausführen. Während der Erkundungen und Kämpfe sammelt der Spieler weitere Boni, die das Team verstärken. Das Spiel ist auch für Android und iOS erhältlich.
Pokémon Champions wurde am 26. Februar 2025 im Rahmen einer Pokémon-Presents-Präsentation angekündigt. Im Gegensatz zu anderen Pokémon-Spielen wird dieses neben der Nintendo Switch auch plattformübergreifend auf ausgewählten Mobilgeräten spielbar sein. Der Fokus liegt auf kompetitiven Kämpfen, basierend auf traditionellen Spielmechaniken.